# シンクロしようよ
「シンクロしようよ」は、日本の女性歌手、naoの楽曲。この楽曲は2010年3月25日に発売されたXbox 360用ゲーム『CHAOS;HEAD らぶChu☆Chu!』のタイアップ作品として、ゲームの世界観や登場キャラクターの心情を意識しながら制作された楽曲で、デジタルなサウンドから構成されるポップ・ミュージックや激しい電波ソングと評されている。naoの出演するミュージック・ビデオが制作されており、ボーカロイドの調教を行い、主に「ニコニコ動画」で音楽活動を行うミュージック・コンポーザー、ちょむPによるダンスリミックスバージョンもリリースされている。naoがライブイベントで「シンクロしようよ」を披露する際には、会場にいる観客との一体感を強めたパフォーマンスを見せている。
本作はnaoの1枚目のシングルとして2010年3月31日に5pb.から同タイトルで発売され、カップリング曲として「君へのトビキリ☆応援歌。」を収録している。こちらは音楽プロデューサーの新井健史が作曲を手がけており、歌手のnao自身を表現した、応援ソングや行進曲としての一面を持つ挑戦的な楽曲となっている。シングルに収録された楽曲はデジタル・ダウンロードでの販売も行われている。

## 背景
「シンクロしようよ」は、naoが音楽ユニットのfripSide初代ボーカルを卒業した2009年から約1年後のリリースとなる、ソロでのメジャーデビューシングル。収録曲の作曲および編曲を担当した新井は、一人での歌手活動を始めたnaoがこれまでやってきた努力や、経験してきた苦悩・葛藤などが作品に込められていると述べている。nao自身はリリース当時の心境について、
| 「                                                 | fripSideを卒業した時は、実は歌を歌うことを辞めようと思っていました。ですが、今まで一緒に音楽をやってきた音楽仲間に応援してもらい、そして志倉さんに同人音楽とDystopiaGroundについてお話を伺って、fripSideのころとは、また違った視点で“音楽”というものを見つめ直すことができた気がします。ソロの歌い手となってまだ半年も経っていないのですが、昔から私を知っている音楽仲間と温かいファンのみんなに支えてもらって、今の私があります。それを、以前よりも、より増してありがたいことだと思えるようになりました。 | 」 |
| —nao（「電撃オンライン」におけるインタビューより） | |    |

のように述べている。
一方、naoはメジャー第1弾としてのリリースについて、fripSide卒業後にも音楽活動を続けていたため、その実感は湧かなかったとしている。
楽曲「シンクロしようよ」のタイアップ作品となったゲーム『CHAOS;HEAD らぶChu☆Chu!』は、本編『CHAOS;HEAD』で描かれる心理的サスペンスとは違い、ラブコメ要素を重視して制作されたファンディスクとなっている。そのため、fripSide時代より萌えをテーマにした作品や電波ソングを多数担当してきたnaoが主題歌アーティストとして抜擢された経緯がある。nao自身、前作『CHAOS;HEAD』・『CHAOS;HEAD NOAH』の主題歌を務めていたのは一貫していとうかなこだったため、作品に対して持つイメージはいとうの存在が色濃くなっており、自分が関連シリーズの主題歌を担当することに当初不安を覚えたが、本作で自分なりの頑張りを見せようと即座に気持ちを入れ替えることが出来たという。そして、ダークな印象を持つ本編『CHAOS;HEAD』のストーリーに対し、ピンク色のイメージを抱かせる「らぶChu☆Chu!」な世界観を持つ今作との対照性に悩み、歌唱表現を行う上で考慮された。

## 制作と録音
志倉千代丸による楽曲「シンクロしようよ」の歌詞は、『CHAOS;HEAD らぶChu☆Chu!』独特の世界観に関連付けて制作されている。例を挙げると、詞中の「ノアの箱舟」が本来の表記（「ノアの方舟」）と異なっているのは、作品のハードがXbox 360であることに由来する。その他にも、詞には「ラブリン♪」という言葉が含まれ、naoが志倉に対し一種の“ギャップ萌え”（感嘆）を覚えた一面でもあるという。楽曲のデモテープを初めて聴いた際についてnaoは、
| 「                                                                | デモを聴いたときは、かわいらしいガールズ・ロックだなと思ったんです。意外と普通だなという印象(笑)。でも歌詞を見てみると、やっぱり“らぶChu☆Chu!”でした。 | 」 |
| —nao（『アニカン』Vol.82〈2010年4月号〉におけるインタビューより） | |    |

と述べている。また、「ラン♪ラン♪……」を連呼する数の多さが印象的で、冒頭部で15回連続する。naoが詞の中で最も気に入っており、特に集中してレコーディングに臨んだ部分でもある。また、特に意味を持たない言葉だが、ジェットコースターが上昇していく時のような期待感を煽ることで、視聴者を楽曲ひいては作品の世界観へ誘うための役割を担っている、とnao自ら分析している。
レコーディングは2009年のクリスマス頃に実施。その際には志倉などから歌い方についての指導を全く受けておらず、naoの自由な歌唱表現がそのまま活かされている。そのなかでも、naoは前述した通り『CHAOS;HEAD』とは一風変わったタイアップ作品の世界観がどのようなものかを常に考慮し、物語の中でリア充になることを切望していた主人公、「西條拓巳」に焦点を当て、彼が突然リア充な世界に放り込まれた時の気持ちについて想像を膨らませた。録音自体はスムーズに進行したものの、滑舌や声の質、ニュアンスといった一つ一つの要素が変化することにより、曲の印象も変化することに気付き、視聴者の妄想を助長させるような可愛らしい歌い方を模索するため、かなり思案している。一方で、本作品の編曲を担当した新井は、ロックなサウンド、シンセサイザーの音色、そしてリア充に憧れるという趣旨の歌詞が融合することにより、楽曲がハイカラな印象に仕上がったと述べた。

一方、カップリング曲「君へのトビキリ☆応援歌。」については、作曲を担当する新井がnaoから可愛い電波ソングの制作オファーを受け、明確な楽曲イメージを持ち合わせるnaoとの打ち合わせを重ねたが、なかなか形にすることが出来ず、制作は困難を極めた。楽曲制作の閉め切りが間近に迫り、新井はnaoの持つイメージをそのまま参考にすることを諦め、2010年当時のnaoを楽曲で表現するという方向性に修正することにした。そしてnaoの私生活や普段の行動を調べるうちに、ファンから親しみを込めて呼ばれている愛称「なお姉」からヒントを得て、naoを歌のお姉さんに見立てることにより、naoとリスナーの双方が楽しめる楽曲に思い当たった。最終的には、シンセサイザーを用いた行進曲やブラスバンド風のサウンドを目指して作曲されている。naoもこのことについては
| 「                                                                         | そもそも、いわゆる電波ソングにしたかったんですよ。合の手じゃないですけど、セリフみたいなのが入る様なメロディーの構成にしてもらいたいという希望を出していたんですが……。ものの見事に無視されまして、あぁいった応援歌になりました。作曲と編曲を担当した新井君になんでって聞いたら、私とファンの方とのTwitterなどでのやりとりを見て、歌のお姉さんのように感じられた。と後から言い訳してました（笑） | 」 |
| —nao（ishimaru soft 本店で行われたCDシングル発売記念イベントでの発言より） | |    |

と、自らの想定していた方向性と異なった作品が完成したことを明らかにしている。新井の手によりメロディーが完成した後、naoはSkypeを通して山下慎一狼と相談しながら作詞を進めた。完成した詞には『CHAOS;HEAD』を想起させるフレーズを何気ない形で含ませている。合いの手や台詞パートの担当はnao。最終的に、今までに制作された同系列の楽曲よりも合いの手を多めに挿入したり、楽曲の最後で合唱パートを初めて取り入れてみたり、間奏での台詞パートの尺を長めに取ったりと、初挑戦の多い制作となった。なお、合唱パートはレコーディングスタジオのスタッフからの提案により実現した。またレコーディングの際、間奏にある長い台詞パートが尺に収まりきるよう、前もって自宅で練習をこなしていたため、噛むことなく済ますことが出来た、とnaoは語っている。ちなみに、楽曲タイトルの別候補としては「厨二行進曲。」があったものの、悩み貫いた末現タイトルに決定したことも明らかとされている。
またnaoは『CHAOS;HEAD』内で劇中劇として描かれるアニメ作品『ブラッドチューン THE ANIMATION』に登場するヒロインの一人、星来オルジェルからの目線で、「自分が落胆している時に、理想の女の子が元気づけてくれる」イメージで応援歌を歌いあげている。naoはそれを踏まえ、同アニメのヒロイン、オルジェル姉妹を演じる声優の友永朱音と加藤英美里が、本作をオープニングテーマとして使用するWEBラジオ『CHAOS;HEAD Love×2中毒注意報』にレギュラー出演を果たしたことについて、喜びを示した。

## 音楽性
楽曲「シンクロしようよ」は、タイアップ作品の持つ「らぶChu☆Chu!」な世界観に見合うように、naoと作曲家らの妄想が詰め込められた作品。音楽出版社が運営するCDジャーナルの森朋之は、「ピコピコ&ハイパーなサウンドのなかで“萌え”の本質を射抜くラブリーなヴォーカルが鳴り響く」楽曲とし、ゲーム音楽やライブ・イベントに関するレポートをリリースしているウェブサイト「OH」編集部の有田シュンは「電波指数高めのデジタルポップ」と表現したように、テクノポップな電波ソングとなっている。naoも自身の「得意分野である萌えソング」とインタビューで述べ、サイト「マイコミジャーナル」のライター・糸井一臣はイベントレポート内で「軽やかな電波ソングはnaoの真骨頂」と言及した。
冒頭からシンセサイザーが激しく鳴り響き、合いの手や効果音が随所に挿入された、キュートで賑やかな構成となっており、naoによると明るくちゅっちゅっな感じで、とてもノリやすく覚えやすい楽曲。とりわけ、同時期に制作・発表されたnaoの楽曲「from universe」（1stアルバム『prismatic infinity carat.』に収録）とは全く逆のイメージを持っている。新井による編曲に関しては、音楽評論家の冨田明宏から「ド派手なシンセ・ポップ・アレンジ」との評価を受けた。
2010年9月21日に発売されたコンピレーション・アルバム『Science Adventure Dance Remix』では、2007年よりボーカロイドPとして活動を行っているちょむPが本作品のダンスリミックスバージョンの制作に携わっており、「原曲がいわゆる電波ソングで、すでにかなりパワフル」と評したうえで、自身は「ダンスリミックスとしてどのように差別化を図るかに頭を悩ませました。」と述べた。また、2011年6月22日に発売されたnaoの1枚目となるアルバム『prismatic infinity carat.』にも収録され、naoにとって非常に思い入れが強い楽曲で、自分の名刺のような存在になっている、と作品について振り返った。
次に、シングルのカップリング曲「君へのトビキリ☆応援歌。」は、応援ソングとして制作された楽曲。ジャンルは電波および萌えソングで、naoが担当してきた楽曲の中で、本作リリース時において最も合いの手が多い。間奏では楽器を使用せず、naoの台詞パートが挿入されており、こちらも当時で最長、前述の通り合唱パートも存在する。naoによれば、あまりないテンポでノリづらく、やりたい放題で、名曲というよりも“迷曲”という表現が相応しい楽曲。意外と作品の世界観に合致している気がする、とも述べている。
なお、CDシングルのみ収録されているoff vocalの2曲には、合いの手および「君へのトビキリ☆応援歌。」の合唱・台詞パートも収録されている。

## リリース
シングルの表題曲「シンクロしようよ」が初めて公開されたのは2009年12月25日にアップロードされたゲーム『CHAOS;HEAD らぶChu☆Chu!』の公式告知ムービー (YouTube) 内にて。そして、2010年1月29日に同楽曲を収録したCDシングルのリリース情報が公開され、同時に試聴が開始された。また、同シングルに収録されているカップリング曲「君へのトビキリ☆応援歌。」はWEBラジオ『CHAOS;HEAD Love×2中毒注意報』オープニングテーマとして起用され、番組第1回が放送された2010年2月11日に初公開された。そして、本楽曲はCDシングルおよびデジタル・ダウンロードの2形態で同年3月31日に発売された。同日にはnaoがパーソナリティを務めたWEBラジオ『Radio なおしゃべる。』の放送が開始され、表題曲・カップリング曲はそれぞれ番組のオープニング・エンディングテーマに起用されている。
このシングルのキャッチコピーは、「妄想爆裂！トリガー暴発!!」・「音と歌のトリック、naoワールドにダイブせよ!!」となっている。販売元はメディアファクトリー。また、CDシングルの初回版には特典として、ジャケットイラストが印刷されたB2サイズの発売告知ポスターが付属した。一方、デジタル・ダウンロードを介した配信は、iTunesに限らず、ドワンゴでも行われ、表題曲「シンクロしようよ」は着うたや着うたフルを始めとし、着メロ、歌詞、ミュージック・ビデオなどの各種コンテンツが携帯端末に向けて販売され、Android端末やiPhoneにはシングル形態で配信されている。一方、カップリング曲「君へのトビキリ☆応援歌。」は携帯端末へ向けた着うた、着うたフル、歌詞の配信およびスマートフォン端末へ向けたシングル形態での配信が行われている。

## プロモーション
CDシングル「シンクロしようよ」の発売を記念し、作品が発売される直前の2010年3月22日にメロンブックス大阪日本橋店にて入場無料のトークのみのイベントが開催された。ちなみに、naoの大阪でのイベント開催は、ソロ活動開始後ではこれが初めてとなった。
また、4月10日には秋葉原にあったishimaru soft 本店の7Fホールにて本CDシングルの購入者を対象としたトークおよびライブイベントが実施された。約1年前には同会場にてfripSideとしてのシングル「flower of bravery」の発売記念イベントおよびライブを開催しており、ライターの伊藤真広は「久々に大勢のファンを前に歌声を披露したnaoさんだが、ブランクを感じさせないパフォーマンスでミニライブは大いに盛り上がった」と言及した。
トークイベントではnaoのサイン入りプレゼント（告知ポスター2枚・ソフトが封入されていないタイアップ作品の限定版パッケージ・アートワーク撮影で用いられるはずだったものの、結局使用されなかったハートの形をしたnaoの私物ネックレス）を景品としたじゃんけん大会も開催された。そのなかでも、ネックレスを景品としたじゃんけん争奪は女性のみの参加とされた。この大会ではカップリング曲「君へのトビキリ☆応援歌。」の作詞を担当した山下慎一狼もステージに上がり、イベント参加者とのじゃんけんを行っている。

## アートワーク
タイアップ作品『CHAOS;HEAD らぶChu☆Chu!』のキャラクターデザインを担当したささきむつみがシングルの表ジャケットを描いている。手前を向き、ウインク姿で描かれているのが「西條七海」で、奥で正面から見て斜めを向いているのが「咲畑梨深」。そして、CDシングルのみに付属する裏ジャケットの両面および歌詞カード裏には、naoの写真がプリントされている。撮影はアイススペース 新橋スタジオのA studioにてカメラマンの相澤義和により2010年2月第2週に実施された。
naoはピンク色のジャケットと黒色のインナーウェアを身にまとい、白色のスカートとピンク色のストッキング、黒いブーツを履き、前髪とポニーテールのみを金色に染めた状態で写っている。fripSideとして活動していた頃の「ツンツンしたイメージ」とは全く異なり、楽曲の雰囲気に合うファッションとされた。本人によると、あまり慣れない恰好で、撮影時など戸惑いを隠し切れない面があったという。
これらの衣装は秋葉原で開催されたイベント時にも着用しており、ライターの伊藤はピンク色のジャケットについてリリース時の季節と同じく「春らしい」と評した。歌詞カードの裏には、椅子や木馬、地球儀などから構成される色鮮やかな舞台セットで溢れた白い部屋の中で座り込み、驚きの表情を見せるnaoが写っており、裏ジャケット両面の写真では、白い背景の中で手前を向いて立つnaoがプリントされている。撮影時のヘアメイクは中島さつき、スタイリストはfugimarがそれぞれ担当した。アートワークのクリエイティブ・ディレクションおよびデザインはNORIzo（LocoMocoGraphics）による。

## チャート成績
各種チャートにおいては、2010年4月10日付のBillboard JAPAN Hot Singles Salesで最高94位、週間オリコンチャートでは最高62位を獲得し、チャートに2回登場している。また、コミックとらのあな通信販売の音楽CDランキングでは、2010年4月第1週に週間最高28位を記録している。

## ミュージック・ビデオ
本楽曲「シンクロしようよ」はタイアップ作品のオープニングテーマ映像のみならず、nao本人が出演するミュージック・ビデオの制作も行われており、CDシングルの発売に合わせて撮影された。宣伝のためのプロモーション・ビデオとして、動画で放送されるインターネットラジオなどを介して配信された。その後の2011年6月に発売されたnaoの1stアルバム『prismatic infinity carat.』初回生産分を特定の店舗で購入した際の特典DVD『prismatic infinity carat. special dvd』（非売品）に、アルバムのリード曲「prismatic infinity carat.」のミュージック・ビデオなどと一緒に収められており、シングル発売から約1年3ヶ月を経てリリースを果たした。
ミュージック・ビデオに出演するnaoは、アートワークの写真と同じ衣装に加え、複数のネックレスを身に付けている。冒頭の伴奏部分では、CDシングルの裏ジャケットに写っている、椅子が置かれたセットの中を歩きまわり、カメラに向かって複数回ポーズを取る。歌パートに入ると、真っ白な背景の前で、naoの全身が映る固定カメラと、至近距離で様々なアングルからnaoの一部を映し出し、モーションを演出するカメラの2つの映像から構成される。楽曲の最後では、naoがウインクとポーズを決めたのち画面は切り替わり、『CHAOS;HEAD』シリーズに登場するカエルのマスコット「ゲロカエルん」の顔が無音で数秒間映し出されてビデオは終了する。

## ライブ・パフォーマンス
「シンクロしようよ」のライブイベントでの初披露は2010年3月13日にCLUB CITTA'にて行われた『ヲタリズム in CLUB CITTA'』にて。その他にも2010年10月16日にJCBホールにて催された『Live5pb.2010 @ JCB Hall』や2012年5月26日のパシフィコ横浜における『SUPER GAMESONG LIVE 2012 -NEW GAME-』など様々なイベントで披露されており、特に前述した2つのイベントでのnaoのパフォーマンスは現在までに映像ディスク化がなされている。とりわけ、後者の『SUPER GAMESONG LIVE 2012 -NEW GAME-』では原作のテーマである「萌えの楽しさ」をライブ会場にて具現化させるような歌唱を行い、有田シュンは「オーディエンスとシンクロ率抜群の掛け合いを演じた」・「ステージ上と観客席の一体感をさらに高めた」とした。また、STUDIO PARTITAにて2010年11月27日に行われた西日本最大級のアニメ・ゲーム関連のライブイベント『みるくらりあっとvol.3 〜続・MOE SYNDROME〜』にトップバッターとして出演した際には、naoは「ライブでみんなとシンクロしたい！」という思いを乗せて歌い上げた。さらに、同所で2012年11月25日に開催された『みるくらりあっとVol.5 〜続・MOE LIMIT BREAKERS〜』では、榊原ゆいとのコラボ・パフォーマンスを披露した。榊原によると、2人でのコラボが決定してから何の楽曲を一緒に歌うか考え、両者に接点のある作品『CHAOS;HEAD』に行き当たり、共演する様々なライブイベントでnaoが本曲を歌う姿を見て、曲中の1フレーズ「ラブリン♪ラブリン♪」を自分も歌ってみたいと思ったという、榊原からのリクエストにnaoが応じる形で実現に至った。対して、シングルのカップリング曲「君へのトビキリ☆応援歌。」は前述の2010年4月10日、秋葉原にて催されたCDシングル発売記念イベントにて初めて披露された。

## 規格と収録曲
| 全編曲: 新井健史。 |                                         |            |            |       |
| #                  | タイトル                                | 作詞       | 作曲       | 時間  |
| 1.                 | 「シンクロしようよ」                    | 志倉千代丸 | 志倉千代丸 | 4:15  |
| 2.                 | 「君へのトビキリ☆応援歌。」             | 山下慎一狼 | 新井健史   | 4:07  |
| 3.                 | 「シンクロしようよ (off vocal)」        |            |            | 4:15  |
| 4.                 | 「君へのトビキリ☆応援歌。 (off vocal)」 |            |            | 4:07  |
| 合計時間:          | 合計時間:                               | 合計時間:  | 合計時間:  | 16:44 |

| #         | タイトル                    | 作詞       | 作曲       | 時間 |
| --------- | --------------------------- | ---------- | ---------- | ---- |
| 1.        | 「シンクロしようよ」        | 志倉千代丸 | 志倉千代丸 | 4:18 |
| 2.        | 「君へのトビキリ☆応援歌。」 | 山下慎一狼 | 新井健史   | 4:11 |
| 合計時間: | 合計時間:                   | 合計時間:  | 合計時間:  | 8:29 |

| #         | タイトル                                              | 作詞       | 作曲       | 時間  |
| --------- | ----------------------------------------------------- | ---------- | ---------- | ----- |
| 1.        | 「『シンクロしようよ』Music Clip」                    | 志倉千代丸 | 志倉千代丸 | 4:32  |
| 2.        | 「『prismatic infinity carat.』Music Clip」           | 山下慎一狼 | 伊藤賢治   | 4:11  |
| 3.        | 「『prismatic infinity carat.』セルフライナーノーツ」 |            |            | 9:39  |
| 合計時間: | 合計時間:                                             | 合計時間:  | 合計時間:  | 18:22 |

## クレジット
（出典：）
- プロデューサーおよびA&R - 富士丸翔
- 録音・ミキシング - 中島次郎

録音はStudio 5pb.（現DAIKANYAMA MAGES. STUDIO）にて実施。
- マスタリング - 上田佳子 (F inc.)

Wonder Station（現MTCマスタリング）にて実施。
- セールズ・プロモーター - 藤本徹・高橋克典・外崎剛
- デザイン・コントロール - 小田能知
- オーガナイゼーション・コントロール - 二田祐樹・室井浩太郎
- エグゼクティブ・プロデューサー - 志倉千代丸
- スペシャルサンクス - LocoMocoGraphics・VIKINGIII

「シンクロしようよ」
- ギター - 寺前甲 (Demetori)

「君へのトビキリ☆応援歌。」
- コーラス - 代官山第三合唱部のみなさん

## リリース日一覧
| 国                      | リリース日       | 規格                                                        |
| シンクロしようよ        | シンクロしようよ | シンクロしようよ                                            |
| ----------------------- | ---------------- | ----------------------------------------------------------- |
| 日本                    | 2009年12月25日   | Xbox 360用ゲーム『CHAOS;HEAD らぶChu☆Chu!』公式告知ムービー |
| 日本                    | 2010年3月31日    | CDシングル                                                  |
| 日本                    | 2010年3月31日    | デジタル・ダウンロード                                      |
| 君へのトビキリ☆応援歌。 |                  |                                                             |
| 日本                    | 2010年2月11日    | ラジオ・プレミア                                            |
| 日本                    | 2010年3月31日    | CDシングル                                                  |
| 日本                    | 2010年3月31日    | デジタル・ダウンロード                                      |

## チャート
| チャート                          | 最高位 |
| --------------------------------- | ------ |
| オリコン                          | 62     |
| Billboard JAPAN Hot Singles Sales | 94     |